# 安居島
安居島（あいじま）とは、愛媛県松山市に属する有人島。2020年（令和2年）9月の住民基本台帳における人口は13人。
特産品として、ひじきをはじめとした海藻・魚介類がある。釣り客が時折訪れる程度の静かな島である。

## 地理
松山市北条地区（旧・北条市）の北条港から北北西約13.5キロ、愛媛県と広島県との間の斎灘のほぼ中央に位置する。他の島とは離れており、孤立している。島の約2.5キロ南東には属島の小安居島（無人島）がある。
東西は1.3キロ、南北は約0.2キロ、周囲は3.5キロ。全体が低い丘であり、最も高い地点でも標高55メートルである。集落以外はほとんど雑木林で、果樹園等はほとんどない。島の西側には海水浴場がある。
2010年（平成22年）国勢調査における人口は24人、世帯数は11戸。2015年（平成27年）国勢調査における人口は20人、世帯数は11戸。2020年（令和2年）9月の住民基本台帳における人口は13人。
集落は一箇所のみであり、島の南側にある。2019年（令和元年）時点で診療所や商店はないが、宿泊所が存在する。水道用水は旅客船によって運搬されている。

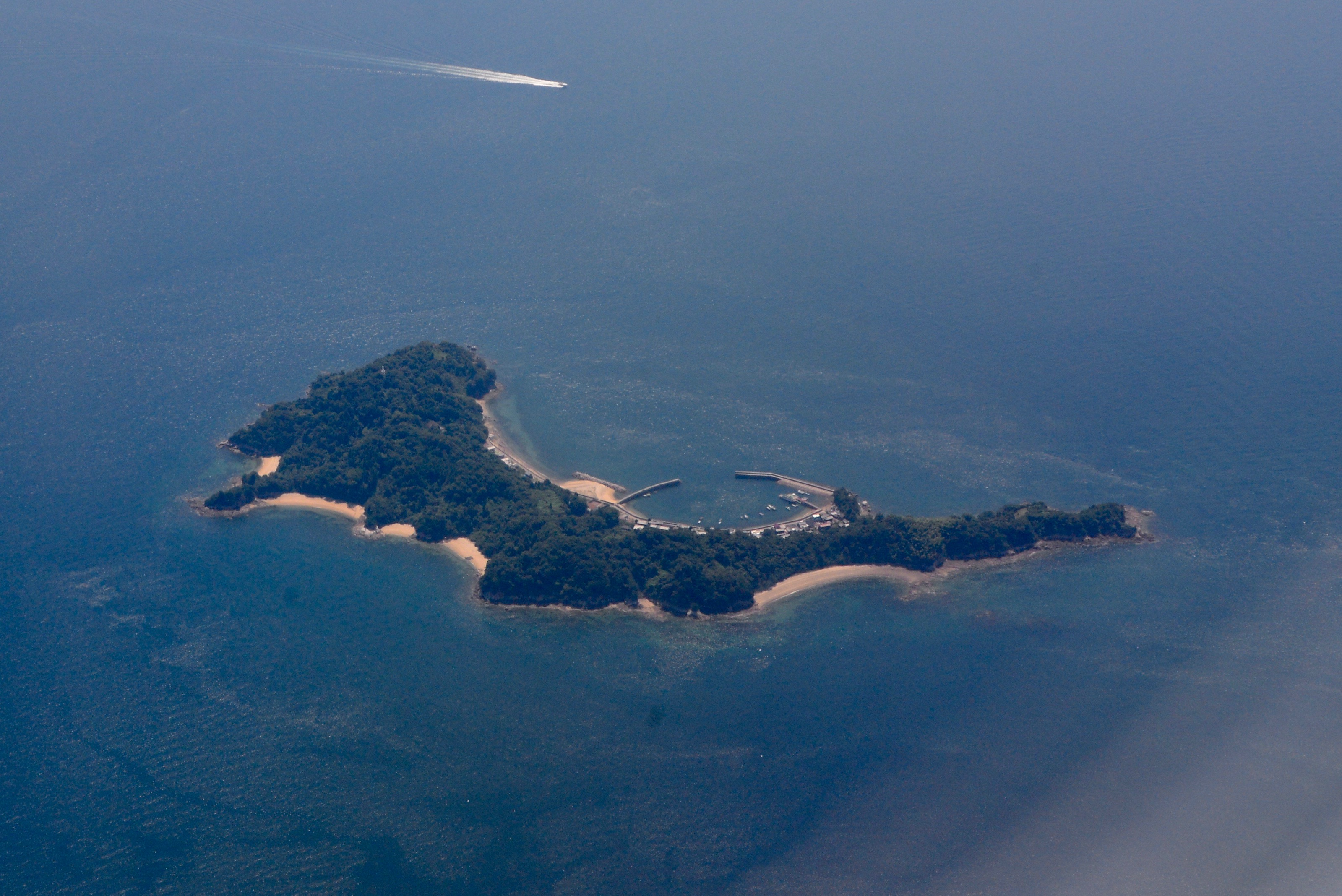
航空写真

## 歴史

### 近世
江戸期には、周辺の海域の漁場の権利をめぐり松山藩と広島藩とで領地争いが続いていたが、交渉の結果として松山藩の領地になった。
1817年（文化14年）に北条浅海（あさなみ、現在の松山市）の大内金左衛門が移住したのが村の始まりと伝えられる。島には金左衛門の碑が立つ。やがて港が整備され、汐待ち・風待ちの帆掛け舟が立寄るようになり、江戸末期から明治にかけて大いに栄えた。一時は遊郭まであり、遊女にまつわる悲しい言い伝えも遺されている。

### 近代
明治時代初頭には一島一村の安居島村だったが、1889年（明治22年）に町村制が施行されると、本土の北条村、辻村、土手内村と合併して風早郡北条村の一部となった。
昭和期に入ると、行き交う船舶が大型化・動力船化し、寄航の必要性が乏しくなって寂れ、瀬戸内の離島の一漁村に過ぎなくなっていった。

### 現代
1955年（昭和30年）頃からは海運業に乗り出す住民もいた。1955年（昭和30年）には人口が532人に達し、記録に残る限りのピークを記録している。その後は挙家離島が相次ぎ、過疎化が進んだ。
2005年（平成17年）1月1日には北条市が松山市へ編入され、安居島は松山市の一部となった。

## 教育
1875年（明治8年）には小学校が設置され、戦前には児童数が100人を越えていたが、1983年（昭和58年）に廃校となった。1947年（昭和22年）には中学校が設置されたが、1965年（昭和40年）には四国本土の学校と統合された。
現在の安居島には小学校・中学校ともに存在せず、安居島の児童生徒は旅客船で本土（旧北条市街）の学校へ通学している。

## 交通

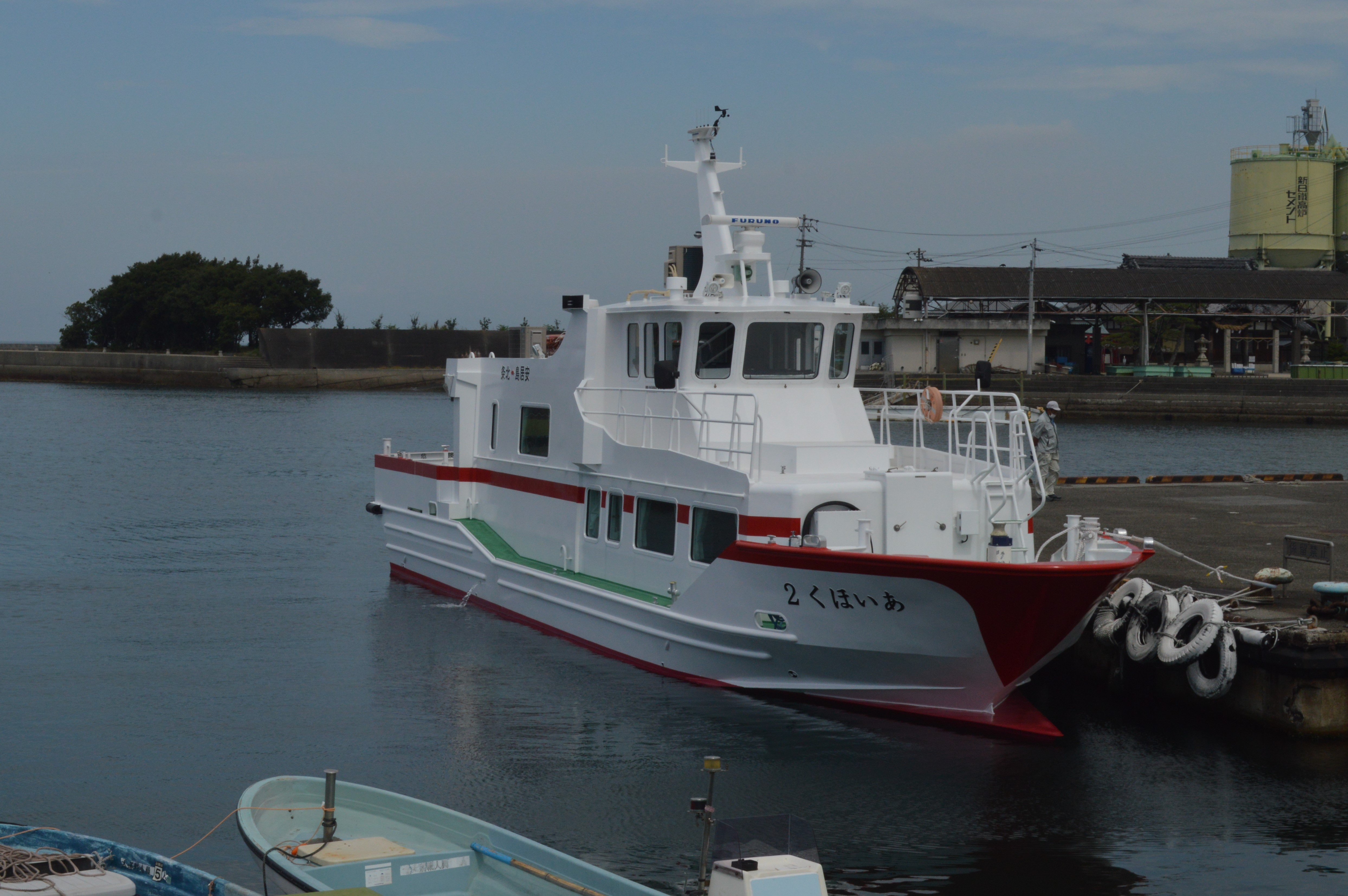
旅客船「あいほく」

### 海上交通
有限会社新喜峰によって、松山市北条地区（旧・北条市）の北条港から旅客船「あいほく」が運航されている。所要時間は約35分。